# Олуја (филм)
Олуја је српски ратни филм из 2023. који је режирао и написао Милош Радуновић. Прати етничко чишћење Срба на простору Републике Српске Крајине током војно-полицијске операције Олуја.
Биоскопска дистрибуција филма почела је 17. јануара 2023. Премијеру на телевизији имао је 4. августа 2023. на Суперстару, РТС-у 1 и РТВ БН. Са филмом је настала и истоимена серија од 12 епизода која се током 2023. године емитовала на  Суперстар ТВ.

## Радња
Прича о догађајима који су претходили и током саме агресије хрватско-муслиманских снага уз помоћ НАТО пакта на Републику Српску Крајину у августу 1995. године. Тада је са подручја Далмације, Лике, Кордуна и Баније са вековних огњишта прогнано најмање 250 хиљада Срба. Овај погром је носио шифровано име „Олуја”.
Олуја је драма о рату испричана из угла обичног човека Илије, чији је једини циљ да заштити и сачува своју породицу, огњиште и село у коме је одрастао са друговима који су му силом прилика постали саборци, а чије се животне приче преплићу.
У жељи да спречи даље нападе на село, где је замало остао без сина Петра, Илија формира диверзантску јединицу, са циљем да уништи непријатељско гнездо одакле се напада село. У тој бици за опстанак, наши јунаци воде и своје личне битке, а њихове породице бивају приморане да напусте своје домове и потраже спас у непрегледној колони која креће ка матици — Србији.

## Улоге
| Глумац                | Улога                         |
| --------------------- | ----------------------------- |
| Златан Видовић        | Дане / Бојан                  |
| Јово Максић           | Илија                         |
| Давор Јањић           | Брацо                         |
| Марија Пикић          | Јела                          |
| Љубиша Милишић        | Стеван                        |
| Јелена Човић          | Стара Мајка                   |
| Иван Вујић            | Петар                         |
| Милица Станковић      | Сања                          |
| Maja Колунџија        | Миљана                        |
| Новак Билбија         | Илијин отац                   |
| Марко Баћовић         | Стипе                         |
| Jaков Јевтовић        | газда                         |
| Вахид Џанковић        | Миљан                         |
| Сенад Милановић       | Јово                          |
| Небојша Шурлан        |                               |
| Славко Лабовић        | Дарио                         |
| Предраг Котур         | хрватски војник               |
| Горан Ивановић        | војник Јово                   |
| Љубиша Баровић        | доктор у амбуланти            |
| Алиса Радаковић       | Марија                        |
| Душан Костић          | Ђура                          |
| Лазар Шкрбић          | Стрша                         |
| Дејан Стојаковић      | Митар                         |
| Андријана Ђорђевић    | Марица                        |
| Катица Жели           | Стеванова мајка               |
| Марко Јеремић         | командир Зељо                 |
| Филип Радовановић     | Аца                           |
| Никола Васиљевић      | Мате                          |
| Петар Миљуш           | Бранимир Крстичевић           |
| Момчило Пичурић       | старац у кући                 |
| Томислав Радосављевић | Дариов млађи брат             |
| Огњен Петковић        | Јуре                          |
| Радиша Рок            | Маре                          |
| Ђорђе Ђоковић         | Горан                         |
| Александар Лазић      | Драган                        |
| Ана Пиндовић          | Јасна                         |
| Милан Чучиловић       | Коста                         |
| Жељко Нинчић          | психијатар                    |
| Бранко Антонић        | комшија                       |
| Божидар Милић         | комшија                       |
| Никола Пенезић        | водник на скретању            |
| Борко Сарић           | командант хрватске амбуланте  |
| Владан Јаковљевић     | хрватски војник               |
| Срђан Пантелић        | хрватски војник               |
| Александар Ристановић | конобар                       |
| Владимир Јоцовић      | Војник ВРС                    |
| Ђорђе Драгићевић      | Војник ВРС                    |
| Стефан Ђоковић        | млађи војник                  |
| Ларенр Рој            | војник УНПРОФОР               |
| Гу Елмо               | војник УНПРОФОР               |
| Ангелина Лукић        | медицинска сестра у амбуланти |
| Дарко Станојевић      | доктор на одељењу             |
| Уна Костић            | главна сестра                 |
| Драган Ђорђевић       | војник на граници             |
| Ида Вељковић          | сестра на одељењу             |
| Немања Драговић       | човек у кампу                 |
| Марко Ивановић        |                               |
| Јелена Михајловић     | мајка са ножем                |